# Almugera Kabar
Almugera Raouf Mohammed Kabar (Brema, 6 giugno 2006) è un calciatore tedesco, difensore del Borussia Dortmund.

## Carriera

### Club
Kabar è cresciuto nel settore giovanile del Borussia Dortmund, dove ha firmato il primo contratto professionistico nel maggio del 2023. L'11 ottobre seguente è stato inserito dal quotidiano inglese The Guardian fra i migliori 60 calciatori nati dopo il 1º gennaio 2026.
Ha debuttato in prima squadra il 26 ottobre 2024, nell'incontro di Bundesliga perso 2-1 contro l'Augusta nel quale ha rimediato un cartellino rosso.

### Nazionale
Ha giocato nelle nazionali giovanili tedesche Under-17, Under-18, Under-19 ed Under-20.
Con l'Under-17 nel 2023 ha vinto sia gli Europei che i Mondiali di categoria, entrambi sconfiggendo in finale i pari età della Francia.

## Statistiche

### Presenze e reti nei club
Statistiche aggiornate al 10 gennaio 2025.
| Stagione        | Squadra              | Campionato      | Campionato | Campionato | Coppe nazionali | Coppe nazionali | Coppe nazionali | Coppe continentali | Coppe continentali | Coppe continentali | Altre coppe | Altre coppe | Altre coppe | Totale | Totale | Totale |
| Stagione        | Squadra              | Comp            | Pres       | Reti       | Comp            | Pres            | Reti            | Comp               | Pres               | Reti               | Comp        | Pres        | Reti        | Pres   | Reti   |        |
| --------------- | -------------------- | --------------- | ---------- | ---------- | --------------- | --------------- | --------------- | ------------------ | ------------------ | ------------------ | ----------- | ----------- | ----------- | ------ | ------ | ------ |
| 2024-2025       | Borussia Dortmund II | 3L              | 7          | 0          | -               | -               | -               | -                  | -                  | -                  | -           | -           | -           | 7      | 0      |        |
| 2023-2024       | Borussia Dortmund    | BL              | 4          | 0          | CG              | 0               | 0               | UCL                | 0                  | 0                  | -           | -           | -           | 4      | 0      |        |
| Totale carriera | Totale carriera      | Totale carriera | 11         | 0          |                 | 0               | 0               |                    | 0                  | 0                  |             | -           | -           | 11     | 0      |        |